# Маккуорри, Мирна
Ми́рна Маккуо́рри (англ. Myrna McQuarrie; 1941 — 2018) — канадская кёрлингистка.
Чемпионка Канады среди женщин.
Играла на позиции четвёртого. Была скипом своей команды.
В 1985 введена в Зал спортивной славы города Летбридж вместе со своей командой, выигравшей женский чемпионат Канады в 1977.

## Достижения
- Чемпионат Канады по кёрлингу среди женщин: золото  (1977).

## Команды
| Сезон   | Четвёртый       | Третий       | Второй        | Первый         | Запасной | Турниры           |
| ------- | --------------- | ------------ | ------------- | -------------- | -------- | ----------------- |
| 1976—77 | Мирна Маккуорри | Rita Tarnava | Barbara Davis | Jane Rempel    |          | ЧК 1977           |
| 1978—79 | Мирна Маккуорри | Barb Davis   | Gayle Pilling | Diane Smummach |          | ЧК 1979 (7 место) |

(скипы выделены полужирным шрифтом)